# Усть-Лотовка
Усть-Ло́товка — деревня в Аромашевском районе Тюменской области, входит в состав Кротовского сельского поселения.

## История
Поселение в 1740-х годах было организовано ссыльными из европейской части Российской Империи.
Название деревни произошло от вида вишни «Лотовка» (укр. Лотівка) произраставшая на территории Малороссии. Видимо первые переселенцы завезли её сюда в память о малой родине. Устье небольшой речки назвали Лотовка, а отсюда и само название деревни Усть-Лотовка.
После того как ссыльных в деревне не стало, деревня была заброшена и только в 1812 году она была вновь заведена. На жительство было выселено 30 государственных крестьян из разных мест Аромашевской и соседних волостей.
На 1868 год казённая деревня Усть-Лотовка находилась на 3 участке просёлочного тракта между Тобольско-Омским почтовым трактом и торговым Ишимско-Тобольским трактом. В деревне насчитывался 51 двор.
В 1887 году Усть-Лотовская община заторговала казённо-оброчный участок № 6 (Мезевский) за 28 рублей, но торги не были утверждены и участок сдан хозяйственным способом одному крестьянину деревни Овсовой. Крестьяне, заторговавшие участок, насильственно продолжали им пользоваться всё лето 1887 года и не допускали нового арендатора до осуществления его прав.
В 1893 году в деревне имелось 68 крестьянских двора. По статистике в среднем на двор приходилось 135,3 десятины земли. Деревня входила в Усть-Лотово-Кротовское сельское общество.
В 1907 году крестьяне деревни Усть-Лотовки, писали наказ членам II Государственной Думы Российской Империи от Тобольской губернии, в частности, в «Приговоре Устьлотово-кротовского сельского схода» было сказано:

1907 года марта 11 дня мы, нижеподписавшиеся, крестьяне домохозяева Тобольской губернии, Ишимского уезда, Кротовской волости, Устьлотово-кротовского сельского общества, состоящего из двух деревень — села Кротовского и деревни Усть-Лотовки, в которых 203 двора, 386 ревизских душ и 170 домохозяев, имеющих право на сельский сход. Сего числа по распоряжению нашего сельского старосты Шахматова был собран сельский сход, и на оный явилось (?) человек, что составляет более 2/3 всех домохозяев, имеющих право голоса на сельском сходе.
На сходе имели суждение о разных общественных делах и по обсуждении пришли к заключению просить депутатов Государственной Думы от Тобольской губернии:
1) Внести вопрос в Государственной Думе о передаче казённо-оброчных и других земель без выкупа в число душевого надела крестьян, так как участки расположены кругом старожильческих обществ на расстоянии 1 ½ вёрст. В надельном кругу земли и сенокосных мест не достаточно; леса вовсе нет, оплата талонов подрывает благосостояние народа.
2) О скорейшем введении в Сибири земства на началах самого широкого народного участия.
3) О введении в Сибири всеобщего начального образования, об увеличении средних учебных заведений на средства государства.
4) О введении приходного налога и уменьшении косвенных налогов на предметы первой необходимости: чай, сахар, керосин, спички, табак и прочие товары.
5) Об отмене исключительных положений, существующих в стране, тем более, что население Тобольской губернии совершенно мирное, и стеснительные меры для него излишни.
— Сибирские вопросы: периодический сборник. № 6 15 апреля 1907 год. Издатель В. П. Сукачёв. Типография Альтшулера. Санкт-Петербург
В 1909 году предрекаемое тобольскими миссионерами нашествие сектантов проявило себя появлением их в Ишимском уезде в деревне Усть-Лотовке Кротовского прихода. Была названа и фамилия «совратителя» — Мартынов, из числа сосланных из России в Сибирь «за свои религиозные заблуждения». Ему удалось привлечь на свою сторону 4 семейства. Правда, когда он попробовал вести пропаганду в соседней д. Вилково, он «потерпел полное поражение». Крестьяне предложили ему покинуть деревню, угрожая в случае отказа применить ту же меру, что применяют к конокрадам, то есть побить, не обращаясь к официальным властям.

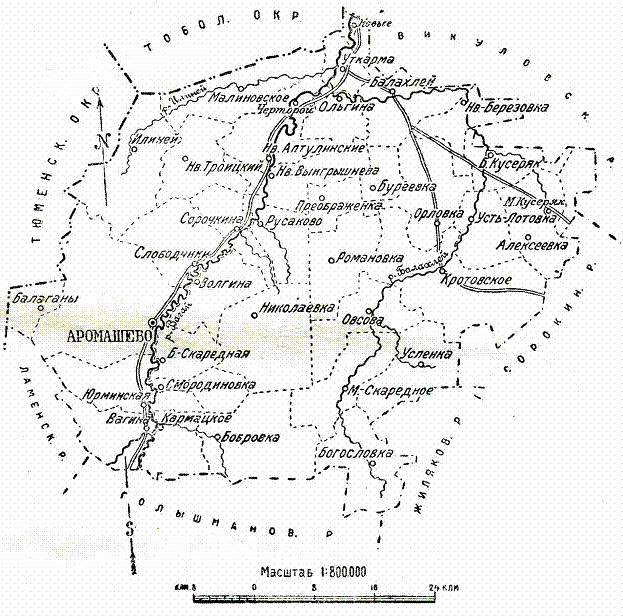
Усть-Лотовка на карте Аромашевского района (1928)

На 1912 год деревня находилась на просёлочной дороге в 213 верстах от города Тобольска и в 7 верстах от села Кротово. Количество удобной земли пахотной на 7 селений Кротовской волости 10408 десятин, сенокосной в разделении полосок 316 десятин, всего в 7 селениях в пораздельном пользовании находилось 11314 десятин. Ближайшая официальная школа и приходская церковь располагались в 7 верстах от деревни в селе Кротово. В деревне к этому времени имелись: часовня, хлебный магазин, водяная мельница, кузница.
Во время Гражданской войны здесь в 1918—1919 годах шли ожесточённые бои, до сих пор в какой нибудь речушке можно найти патроны или заржавевшее оружие.
В 1921 году деревня поддержала Западно-Сибирское восстание.
По сельскохозяйственной переписи 1926 года в деревне насчитывалось 565 человек, причём население деревни по национальному составу было на 100 % русское.
В 1928 году деревня числилась в Уральской области Ишимском округе Аромашевском районе в 125 километрах от города Ишим и 42 километрах от села Аромашево на просёлочной дороге. Деревня была центром Усть-лотовского сельского совета. Ближайшая больница находилась в 47 километрах от деревни. Ближайшая железнодорожная станция располагалась в 98 километрах в Голышманово. Там же располагался и ближайший телефон. В это время в деревне насчитывалось 116 хозяйств. В деревне имелся кооператив.
В 1929 году деревня входит в колхоз.
10 сентября 1951 года решением Аромашевского райисполкома от № 313 Усть-Лотовская изба-читальня преобразована в сельский клуб.
В 1957 году деревня числилась в Аромашевском районе и входила в Кротовский сельский совет.
На 1 июля 1969 год деревня уже находилась в Сорокинском районе. На расстоянии в 48 километрах от села Сорокино.
В 1970 году деревня вновь переводится в Аромашевский район, где и находится по настоящее время в Кротовском сельском поселении.
9 апреля 1996 года по распоряжению администрации Аромашевского района № 104 был создан СПК «Усть-Лотовский».
Общественный центр д. Усть-Лотовка представлен объектом здравоохранения, административно-делового, торгового, культурно-досугового, учебно-образовательного назначения.
В деревне имеются: клуб, СПК «Усть-Лотовский». Одна улица Центральная.

## Экономика
На территории района не функционирует ни одно сельскохозяйственное предприятие. Поэтому люди в деревне живут за счёт личных подсобных хозяйств, где на подворьях содержат в основном свиней, коров, овец, коз и другую живность.
В деревне действует Сельскохозяйственный Производственный Кооператив «Усть-Лотовский» находящийся в частной собственности. Первым руководителем является Ехлаков Михаил Михайлович. Сфера деятельности: злаки, овес, пшеница. Продукция скотобоен и птицебоен. Молоко и молочные продукты. Охота и предоставление услуг в этих областях. Число работников 20 человек.

## Транспорт и промышленность
Близ деревни проходит автомобильная дорога районного значения «Аромашево — Усть-Лотовка».
В д. Усть-Лотовка коммунально-складские и производственные предприятия расположены к юго-западу и северо-востоку.
На территории д. Усть-Лотовка запланировано формирование зон под объекты инженерной инфраструктуры:
- газорегуляторный пункт;
- трансформаторные подстанции.

## Население
| 1989 | 2002 | 2010 |
| ---- | ---- | ---- |
| 182  | ↘126 | ↘100 |

| Год  | Всего | Мужчины | Женщины |
| ---- | ----- | ------- | ------- |
| 1812 | 30    | ?       | ?       |
| 1834 | 209   | 96      | 113     |
| 1868 | 331   | 167     | 164     |
| 1893 | 315   | 147     | 168     |
| 1909 | 521   | 259     | 262     |
| 1926 | 565   | 262     | 303     |
| 2010 | 124   | ?       | ?       |

## Религия
С 1826 года входила в Кротовский православный приход с церковью в селе Кротовском.
В 1901 году был создан проект часовни, который был отправлен в Тобольскую духовную консисторию. После того как проект был утверждён началось строительство часовни.
В 1902 году часовня была построена и названа в честь святых апостолов Петра и Павла.
Сегодня деревня Усть-Лотовка входит в Тобольско-Тюменскую епархию Ишимское благочиние.

## Достопримечательности
Одной из достопримечательностью деревни Усть-Лотовки является знаменитый лог под названием «Шамшурка», через который в XVIII веке проезжала Императрица Российской Империи Екатерина II, когда путешествовала по Уралу.

## Административно-территориальное деление
- 1730—1763 Приказ Сибирский, Сибирская губерния, Тобольская провинция, Ишимский дистрикт, заимка Усть-Лотовка (деревня Сартамская)
- 1763—1780 Сибирское царство, Сибирская губерния, Тобольская провинция, Ишимский дистрикт, деревня Усть-Лотовка
- 1780—1782 Сибирская губерния, Тобольская провинция, Ишимский дистрикт, деревня Усть-Лотовка
- 1782—1796 Тобольское наместничество, Тобольская область, Ишимский уезд, деревня Усть-Лотовка
- 1796—1893 Тобольская губерния, Ишимский округ, Аромашевская волость, деревня Усть-Лотовка
- 1893—1898 Тобольская губерния, Ишимский округ, Кротовская волость, деревня Усть-Лотовка
- 1898—1918 Тобольская губерния, Ишимский уезд, Кротовская волость, деревня Усть-Лотовка
- 1918—1919 Тюменская губерния (Тюменская область), Ишимский уезд, Аромашевская волость, деревня Усть-Лотовка
- 1919—1920 Омская губерния, Ишимский уезд, Аромашевская волость, деревня Усть-Лотовка
- 1920—1923 Томская губерния, Ишимский уезд, Аромашевская волость, деревня Усть-Лотовка
- 1923—1934 Уральская область, Ишимский округ, Аромашевский район, деревня Усть-Лотовка
- 1934—1934 Челябинская область, Ишимский округ, Аромашевский район, деревня Усть-Лотовка
- 1934—1944 Омская область, Ишимский округ, Аромашевский район, деревня Усть-Лотовка
- 1944—1963 Тюменская область, Аромашевский район, деревня Усть-Лотовка
- 1963—1965 Тюменская область, Голышмановский сельский район, деревня Усть-Лотовка
- 1965—1969 Тюменская область, Голышмановский район, деревня Усть-Лотовка
- 1969—1970 Тюменская область, Сорокинский район, деревня Усть-Лотовка
- 1970—ныне Тюменская область, Аромашевский район, деревня Усть-Лотовка